# Василије Мицић
Василије Мицић (Краљево, 13. јануар 1994) српски је кошаркаш. Игра на позицији плејмејкера, а тренутно је играч Хапоела из Тел Авива.

## Клупска каријера
Кошарком је значајније почео да се бави након пресељења у Београд и прошао је кроз млађе категорије ОКК Београда, Црвене звезде и ФМП-а. Од 2010. године прелази у екипу Мега Визуре у којој добија прве сениорске минуте и својом игром привлачи значајну пажњу кошаркашке јавности. Био је најкориснији играч финала Купа Радивоја Кораћа 2014. — првог финала у историји Мега Визуре, а приказао је сјајну игру током читавог завршног турнира.
На НБА драфту 2014. одабрали су га Филаделфија севентисиксерси као 52. пика, али су децембра 2020. права на њега прослеђена екипи Оклахома Сити тандер. У августу 2014. је потписао двогодишњи уговор, са опцијом продужетка на још једну сезону, са Бајерном из Минхена. Крајем децембра 2015. вратио се у Србију и договорио сарадњу са Црвеном звездом. У црвено-белом дресу у сезони 2015/16. освојио је Суперлигу Србије и Јадранску лигу. У сезони 2016/17. био је играч Тофаша.
Дана 15. јуна 2017. године потписао је двогодишњи уговор са Жалгирисом. Са Жалгирисом је у сезони 2017/18. освојио оба национална трофеја (првенство и куп), али и треће место у Евролиги.
Дана 20. јуна 2018. године потписао је двогодишњи уговор са Анадолу Ефесом.
Проглашен је за најкориснијег играча Евролиге за сезону 2020/21. Са Анадолу Ефесом је два пута узастопно освојио Евролигу у сезонама 2020/21. и 2021/22. У истим сезонама је проглашен и за најкориснијег играча Фајнал фора Евролиге.
Дана 16. јула 2025. године потписао је уговор са Хапоелом из Тел Авива.

## Репрезентација
Са репрезентацијом Србије за играче до 19 година освојио је сребрну медаљу на Светском првенству 2013. године. 2011. године окитио се сребрном медаљом и са селекцијом до 18 година на Европском првенству. За сениорски национални тим дебитовао је на Евробаскету 2013.

## Приватан живот
Његова старија сестра је сноубордерка Нина Мицић.

## Успеси

### Клупски
- Црвена звезда:
  - Првенство Србије (1): 2015/16.
  - Јадранска лига (1): 2015/16.
- Жалгирис:
  - Првенство Литваније (1): 2017/18.
  - Куп Литваније (1): 2018.
- Анадолу Ефес:
  - Евролига (2): 2020/21, 2021/22.
  - Првенство Турске (3): 2018/19, 2020/21, 2022/23.
  - Куп Турске (1): 2022.
  - Суперкуп Турске (3): 2018, 2019, 2022.

### Репрезентативни
- Олимпијске игре:  2024.
- Европско првенство:  2017.
- Светско првенство до 19 година:  2013.
- Европско првенство до 18 година:  2011.

### Појединачни
- Најкориснији играч финала Првенства Турске (1): 2022/23.
- Најкориснији играч Евролиге (1): 2020/21.
- Најкориснији играч фајнал фора Евролиге (2): 2020/21, 2021/22.
- Најбољи стрелац Евролиге (1): 2021/22.
- Идеални тим Евролиге — прва постава (1): 2020/21.
- Идеални тим Евролиге — друга постава (2): 2018/19, 2021/22.
- Најкориснији играч финала Купа Радивоја Кораћа (1): 2014.